# گوستاف دلور
گوستاف دلور (۲۴ ژوئن ۱۹۱۳، د کلینگه – ۲۸ ژانویه ۲۰۰۲، مشلان) رکابزن حرفه‌ای اهل بلژیک بود که در رشتهٔ دوچرخه‌سواری جاده فعالیت می‌کرد. او در سال ۱۹۳۵ برندهٔ نخستین دورهٔ تور دوچرخه‌سواری ووئلتا اسپانیا شد و توانست در سال بعد، دومین قهرمانی خود را در این تور به دست آورد. در ووئلتای ۱۹۳۶ برادرش آلفونس نیز بر سکوی دوم ایستاد.

## فعالیت حرفه‌ای
دلور در سال ۱۹۳۲ نخستین پیروزی مهم خود را در تور فلاندر برای رکابزنان مستقل (نیمه‌حرفه‌ای) به دست آورد و در همان سال، حرفه‌ای شد. در سال ۱۹۳۵ در نخستین دورهٔ ووئلتا اسپانیا شرکت کرد و با پیروزی در مرحلهٔ سوم، رهبر مسابقه شد. او توانست برتری خود را تا پایان حفظ کند و نخستین قهرمان ووئلتا اسپانیا شود. همچنین در دو مرحلهٔ دیگر پیروز شد. در ووئلتای ۱۹۳۶ نیز در سه مرحله به پیروزی رسید و دومین قهرمانی خود در ووئلتا را به دست‌آورد. در سال ۱۹۳۷ در تور دو فرانس حضور یافت و فاتح مرحلهٔ ششم شد؛ ولی در پایان تور، شانزدهم شد. دلور آخرین پیروزی‌های حرفه‌ای خود را در مسابقاتی در بلژیک به دست آورد و با آغاز جنگ جهانی دوم، فعالیت حرفه‌ای او به پایان‌رسید.
در آغاز جنگ جهانی، دلور در ارتش بلژیک در قلعه‌ای در نزدیکی ماستریخت خدمت می‌کرد؛ ولی پس از هجوم ارتش آلمان به قلعه در ۱۰ مهٔ ۱۹۴۰ دلور و حدود ۱۲۰۰ بلژیکی دیگر، اسیرشدند. در زمان اسارت، دلور به واسطهٔ علاقه‌مندی یکی از افسران آلمانی به ورزش، در آشپزخانه مشغول به کار شد. پس از جنگ، دلور تصمیم گرفت زندگی تازه‌ای را آغازکند و در سال ۱۹۴۹ به آمریکا مهاجرت کرد. ابتدا در نیویورک زندگی می‌کرد؛ ولی پس از ۱۰ سال به لس آنجلس نقل مکان کرد. نخستین همسرش را در سال ۱۹۶۶ از دست داد؛ ولی دوباره ازدواج کرد. دلور در سال ۱۹۸۰ به بلژیک بازگشت.

## نتایج در گرند تورها
| ووئلتا | ۱ | ۱ | ناموجود | ناموجود | ناموجود | ناموجود |
| جیرو   | – | – | –       |         |         |         |
| تور    | – | – | ۱۶      |         |         |         |